# Utah Olympic Oval
Utah Olympic Oval je rychlobruslařská hala v americkém městě Kearns ve státě Utah. Postavena byla v letech 1999–2001 pro konání rychlobruslařských soutěží na Zimních olympijských hrách 2002, náklady dosáhly částky 30 milionu dolarů. Nachází se v nadmořské výšce 1423 m, což z ní činí jednu z nejvýše položených a nejrychlejších rychlobruslařských drah na světě, mezi krytými halami je nejvýše položenou. V interiéru se nachází 400 m dlouhý ledový ovál se dvěma ledovými plochami mezinárodních rozměrů uprostřed. Kapacita haly činí 3000 diváků, v době ZOH 2002 byla navýšena na 6500.

## Velké akce
První akcí, která se zde konala, bylo v březnu 2001 Mistrovství světa na jednotlivých tratích, od té doby je pravidelně využívána jako místo konání národních, kontinentálních a světových šampionátů a mítinků Světového poháru.
- Mistrovství světa na jednotlivých tratích 2001
- Zimní olympijské hry 2002
- Mistrovství Severní Ameriky a Oceánie 2003
- Mistrovství Severní Ameriky a Oceánie 2005
- Mistrovství světa ve sprintu 2005
- Mistrovství světa na jednotlivých tratích 2007
- Mistrovství Severní Ameriky a Oceánie 2009
- Mistrovství Severní Ameriky a Oceánie 2011
- Mistrovství Severní Ameriky a Oceánie 2013
- Mistrovství světa ve sprintu 2013

## Rekordy dráhy
Stav k 23. lednu 2014.
| Závod               | Jméno                                               | Čas (body)    | Datum                  |
| ------------------- | --------------------------------------------------- | ------------- | ---------------------- |
| 100 m               | Júja Oikawa                                         | 9,40 (WR)     | 6. března 2009         |
| 500 m               | Jeremy Wotherspoon                                  | 34,03 (WR)    | 9. listopadu 2007      |
| 1000 m              | Shani Davis                                         | 1:06,42 (WR)  | 7. března 2009         |
| 1500 m              | Shani Davis                                         | 1:41,04 (WR)  | 11. prosince 2009      |
| 3000 m              | Håvard Bøkko                                        | 3:39,29       | 28. února 2009         |
| 5000 m              | Sven Kramer                                         | 6:04,59       | 17. listopadu 2013     |
| 10 000 m            | Sven Kramer                                         | 12:41,69 (WR) | 10. března 2007        |
| stíhací závod       | Nizozemsko Jan Blokhuijsen Koen Verweij Sven Kramer | 3:35,60 (WR)  | 16. listopadu 2013     |
| 2×500 m             | Jeremy Wotherspoon                                  | 68,170        | 10.–11. listopadu 2007 |
| sprinterský čtyřboj | Michel Mulder                                       | 136,790 (WR)  | 26.–27. ledna 2013     |
| malý čtyřboj        | Keith Sulzer                                        | 152,681       | 12.–14. února 2010     |
| velký čtyřboj       | Shani Davis                                         | 147,755       | 27.–28. prosince 2007  |

| Závod               | Jméno                                                            | Čas (body)   | Datum              |
| ------------------- | ---------------------------------------------------------------- | ------------ | ------------------ |
| 100 m               | Jenny Wolfová                                                    | 10,21 (WR)   | 7. března 2009     |
| 500 m               | I Sang-hwa                                                       | 36,36 (WR)   | 16. listopadu 2013 |
| 1000 m              | Brittany Boweová                                                 | 1:12,58 (WR) | 17. listopadu 2013 |
| 1500 m              | Cindy Klassenová                                                 | 1:51,79 (WR) | 20. listopadu 2005 |
| 3000 m              | Martina Sáblíková                                                | 3:56,30      | 11. prosince 2009  |
| 5000 m              | Martina Sáblíková                                                | 6:42,66      | 18. února 2011     |
| 10 000 m            | Eva Rodanská                                                     | 15:45,88     | 6. března 2005     |
| stíhací závod       | Nizozemsko Antoinette de Jongová Ireen Wüstová Linda de Vriesová | 2:56,02      | 17. listopadu 2013 |
| 2×500 m             | Heather Richardsonová                                            | 74,190 (WR)  | 28. prosince 2013  |
| sprinterský čtyřboj | Heather Richardsonová                                            | 148,015      | 26.–27. ledna 2013 |
| malý čtyřboj        | Cindy Klassenová                                                 | 159,605      | 8.–9. ledna 2005   |